# Museo de Bellas Artes de Dijon
El Museo de Bellas Artes de Dijon fue inaugurado en 1787 en la ciudad de Dijon, en Francia. Está instalado en el Palacio de los duques de Borgoña, en el centro histórico de la ciudad. Es uno de los museos más reconocidos de Francia ya que alberga una valiosa colección de cerca de 130 000 obras que abarcan todas las épocas.

## Colecciones
En sus instalaciones se cuenta con muchas piezas medievales, entre las que se encuentran objetos, esculturas y pinturas venidas desde Italia, Suiza, Alemania y Flandes. También se exhiben cuadros de pintores como Delacroix, Tiziano, Champaigne, Géricault, Manet y Monet. Entre los artistas locales borgoñones, cuenta con obras de François Rude y Jean-Baptiste Lallemand.